# Dayle Grubb
Dayle Grubb (sinh ngày 24 tháng 7 năm 1991) là một cầu thủ bóng đá người Anh thi đấu ở vị trí tiền vệ trung tâm cho câu lạc bộ EFL League Two Forest Green Rovers.

## Sự nghiệp thi đấu
Grubb thi đấu ở học viện tại Weston-super-Mare, và làm việc với tư cách giáo viên thể thao trong 9 năm ở tại "Seagulls". Ngày 5 tháng 12 năm 2017, anh ký hợp đồng 18 tháng với đội bóng EFL League Two Forest Green Rovers sau khi 29 bàn trong năm 2017; chuyển nhượng được xác nhận với mức giá không tiết lộ vào ngày 1 tháng 1.

## Thống kê sự nghiệp
Tính đến 2 tháng 1 năm 2019
| Câu lạc bộ          | Mùa giải       | Giải vô địch          | Giải vô địch | Giải vô địch | Cúp FA | Cúp FA | Cúp Liên đoàn | Cúp Liên đoàn | Khác | Khác | Tổng | Tổng |
| Câu lạc bộ          | Mùa giải       | Hạng đấu              | Trận         | Bàn          | Trận   | Bàn    | Trận          | Bàn           | Trận | Bàn  | Trận | Bàn  |
| ------------------- | -------------- | --------------------- | ------------ | ------------ | ------ | ------ | ------------- | ------------- | ---- | ---- | ---- | ---- |
| Weston-super-Mare   | 2009–10        | Conference South      | 19           | 0            | 1      | 0      | 0             | 0             | 2    | 0    | 22   | 0    |
| Weston-super-Mare   | 2010–11        | Conference South      | 36           | 5            | 0      | 0      | 0             | 0             | 0    | 0    | 36   | 5    |
| Weston-super-Mare   | 2011–12        | Conference South      | 36           | 6            | 3      | 0      | 0             | 0             | 1    | 0    | 40   | 6    |
| Weston-super-Mare   | 2012–13        | Conference South      | 35           | 8            | 0      | 0      | 0             | 0             | 0    | 0    | 35   | 8    |
| Weston-super-Mare   | 2013–14        | Conference South      | 39           | 9            | 0      | 0      | 0             | 0             | 2    | 0    | 41   | 9    |
| Weston-super-Mare   | 2014–15        | Conference South      | 37           | 11           | 2      | 0      | 0             | 0             | 1    | 0    | 40   | 11   |
| Weston-super-Mare   | 2015–16        | National League South | 34           | 12           | 1      | 0      | 0             | 0             | 2    | 1    | 37   | 13   |
| Weston-super-Mare   | 2016–17        | National League South | 39           | 19           | 0      | 0      | 0             | 0             | 0    | 0    | 39   | 19   |
| Weston-super-Mare   | 2017–18        | National League South | 23           | 16           | 0      | 0      | 0             | 0             | 1    | 1    | 24   | 17   |
| Weston-super-Mare   | Tổng           | Tổng                  | 298          | 86           | 7      | 0      | 0             | 0             | 9    | 2    | 314  | 88   |
| Forest Green Rovers | 2017–18        | EFL League Two        | 21           | 5            | 0      | 0      | 0             | 0             | 1    | 0    | 22   | 5    |
| Forest Green Rovers | 2018–19        | EFL League Two        | 20           | 3            | 1      | 0      | 2             | 0             | 3    | 2    | 26   | 5    |
| Forest Green Rovers | Tổng           | Tổng                  | 41           | 8            | 1      | 0      | 2             | 0             | 4    | 2    | 48   | 10   |
| Tổng sự nghiệp      | Tổng sự nghiệp | Tổng sự nghiệp        | 339          | 94           | 8      | 0      | 2             | 0             | 13   | 4    | 362  | 98   |

1. 1 2 3 4 5 6 7 8  FA Trophy